# Кучманівка
Кучма́нівка — село в Україні, у Антонінській селищній громаді Хмельницького району Хмельницької області. Населення становить 251 особу.

## Назва
Назва походить від турецького «кучма» — шапка. Місцева легенда — начеб-то був набіг турків, який відбили козаки і втікаючи, турок загубив свою шапку. Також назву села пов'язують з Кучманським шляхом, який існував у XVI — першій половині XVIII століття.

## Історія
7 (20) листопада 1917 року, відповідно до.Третього Універсалу Української Центральної Ради, увійшло до складу Української Народної Республіки.
До 2017 орган місцевого самоврядування — Криворудська сільська рада.
12 червня 2020 року, відповідно до розпорядження Кабінету Міністрів України № 727-р «Про визначення адміністративних центрів та затвердження територій територіальних громад Хмельницької області», увійшло до складу Антонінської селищної громади.
19 липня 2020 року, після ліквідації Красилівського району, село увійшло до Хмельницького району.

## Пам'ятки
На схід від села розташована ботанічна пам'ятка природи — Урочище «Кучманівка».